# Волконский, Фёдор Иванович (ум. 1630)
Не путать с князем Фёдором Ивановичем Волконским Мерином.
Князь Фёдор Иванович Волконский († ноябрь 1630) — воевода в Смутное время и при правлении Михаила Фёдоровича.
Единственный сын князя Ивана Дмитриевича Волконского и княжны Ирины, помещицы Коломенского уезда (1572), относится к 1-й ветви князей Волконских.

## Биография
Свою вотчину, деревню Полубояриново в Коломенском уезде, которую выменяла его мать княжна Ирина (27 августа 1572), продал Ануфрию Степановичу Лашенскому. Воевода в Белгороде, участвовал в погоне за гетманом Лисовским, ходил из Ельца на Черкас, участник обороны Фроловских ворот в Москве (1604-1605). Заседал в Пушкарском приказе (1611). Воевода в Костроме (1611), Ельце (1614), Кашире (1619). Участник свадьбы царя Михаила Фёдоровича с Евдокией Лукьяновной Стрешневой (05 февраля 1626). Обедал у Государя (06 января 1627 и 28 ноября 1628).
Умер († ноябрь 1630).

## Семья
Жена Анна.
Имели сыновей:
- Князь Волконский Иван Фёдорович Черемной — объезжий голова и воевода.
- Князь Волконский Семён Фёдорович — воевода.
- Князь Волконский Василий Фёдорович — голова (1615).
- Князь Волконский Фёдор Фёдорович Шериха — стольник и воевода.